# 景安站 (咸镜南道)
景安站（韓語：경안역）是朝鮮民主主義人民共和國咸鏡南道北青郡的一個鐵路車站，属于平罗线。

## 邻近车站
平罗线
新北青站 - 景安站 - 居山站